# 瓦尔特奈姆
瓦尔特奈姆（法語：Waltenheim，法語發音：[valtənaim] ⓘ）是法国上莱茵省的一个市镇，属于米卢斯区。

## 地理
瓦尔特奈姆（47°39'25"N, 7°25'32"E）面积2.32 平方千米，位于法国大東部大區上莱茵省，该省份为法国东部内陆省份，是阿尔萨斯的一部分，今与下莱茵省组成了阿尔萨斯欧洲集体，其北临下莱茵省，西接孚日省，西南接贝尔福地区省，东侧沿莱茵河与德国相望，南与瑞士接壤。
与瓦尔特奈姆接壤的市镇（或旧市镇、城区）包括：盖什皮岑、克灿格、马格斯塔莱巴、锡伦茨。
瓦尔特奈姆的时区为UTC+01:00、UTC+02:00（夏令时）。

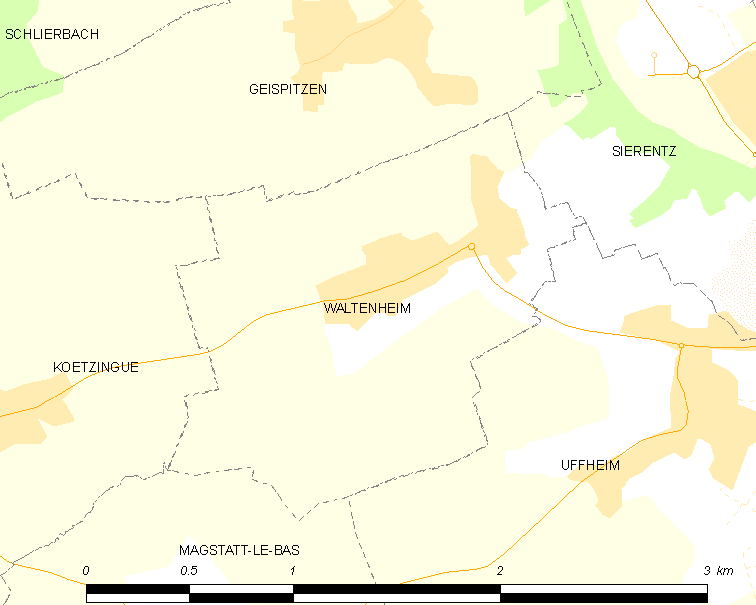
瓦尔特奈姆的OSM定位图

## 行政
瓦尔特奈姆的邮政编码为68510，INSEE市镇编码为68357。

## 政治
瓦尔特奈姆所属的省级选区为布伦什塔特县。

## 人口

1962-2008年间瓦尔特奈姆人口变化图示

瓦尔特奈姆于2022年1月1日时的人口数量为512人。